# Liberdade (Salvador)

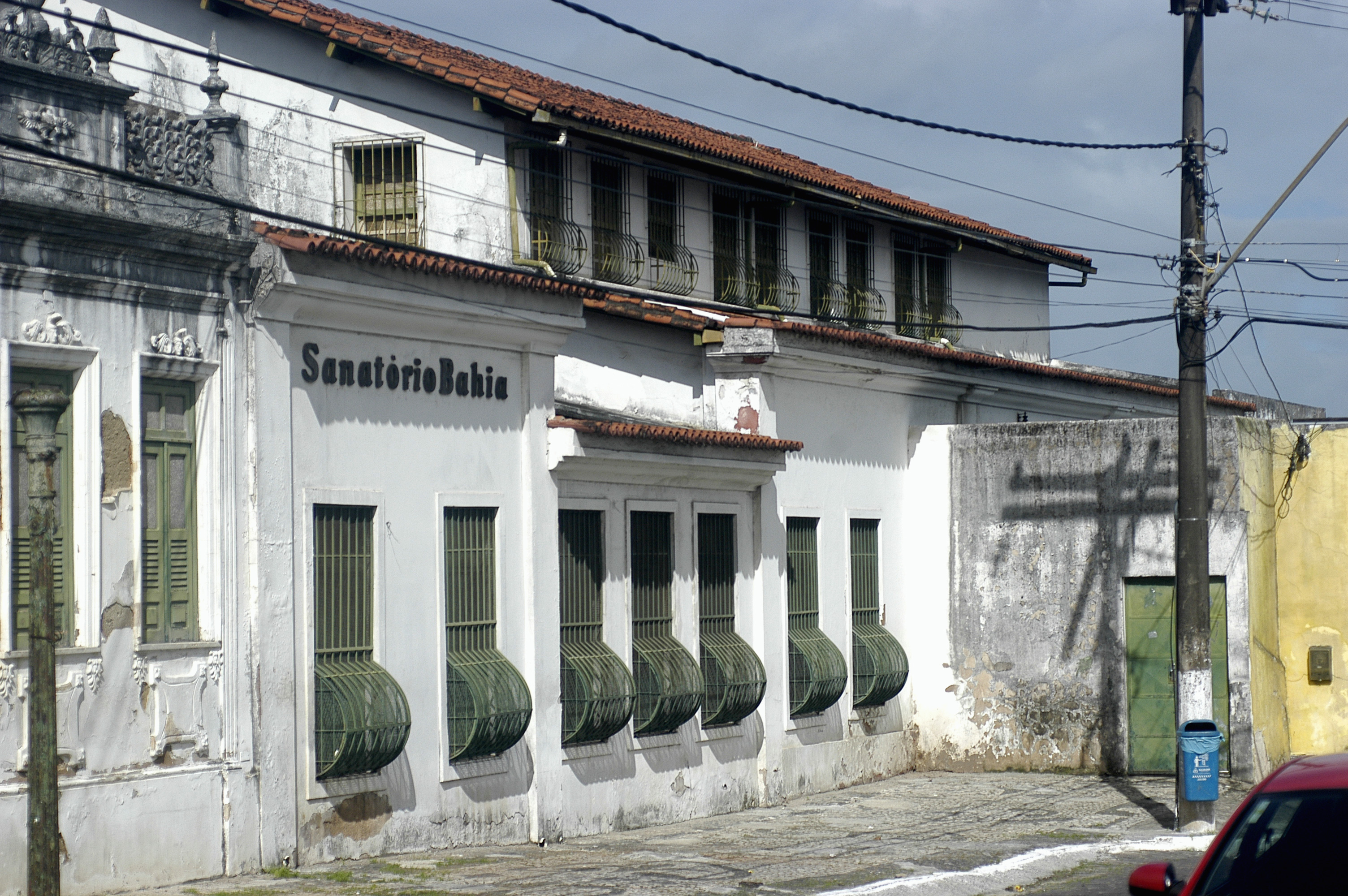
Sanatório Bahia, no Largo da Lapinha.

A Liberdade é um populoso bairro de Salvador, capital do estado da Bahia, no Brasil. Localizado no alto do platô que divide a Cidade Baixa, onde está o cais do porto, da parte elevada (Cidade Alta), a Liberdade possui uma grande concentração populacional, em geral de baixa renda. Possui uma vida comunitária própria, podendo ser considerada uma "cidade" própria dentro da metrópole de Salvador.
Em 2012, o Instituto Brasileiro de Geografia e Estatística desmentiu a fama de o bairro ser o com o maior número de negros do Brasil: na verdade, tal posto cabe ao bairro de Pernambués, também na cidade de Salvador.
Da Liberdade, surgiu o Associação Cultural Ilê Aiyê, bloco de carnaval que cultiva as raízes africanas e que desenvolve um trabalho social que busca resgatar a autoestima do povo negro, a partir de ações afirmativas. Antagonicamente, é considerado um dos bairros mais perigosos da capital baiana. Na Liberdade, há também um plano inclinado.
Próximo do bairro está situado o Centro Educacional Carneiro Ribeiro, importante referência educacional no Brasil, idealizado pelo pedagogo baiano Anísio Teixeira, mais conhecido como Escola Parque - e que veio depois a inspirar a criação dos Centros Integrados de Educação Pública e CIAC.

## História

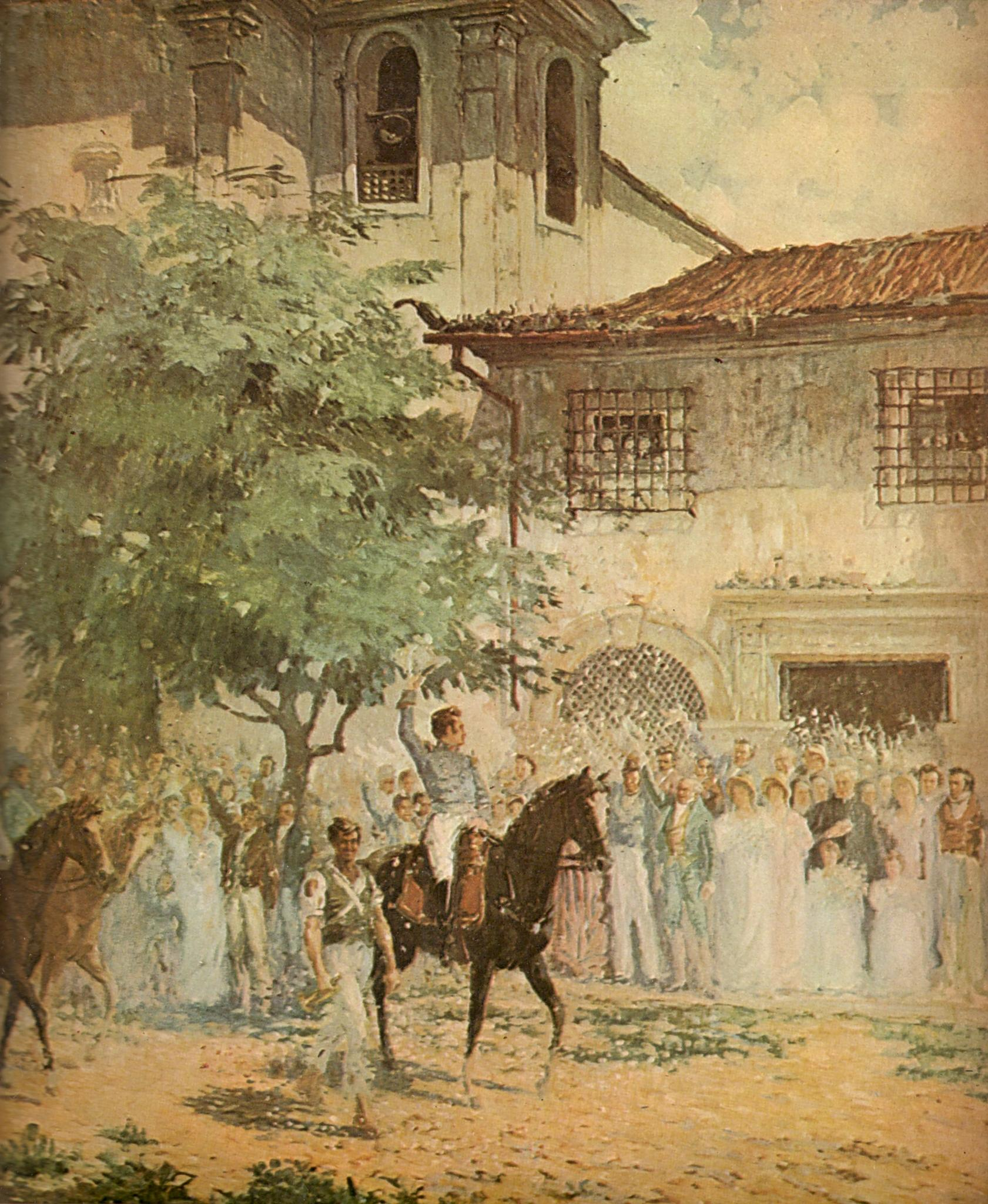
Entrada do Exército Libertador, pintura de Prisciliano Silva, de 1930. Retrata a entrada triunfante de Labatut em Salvador, após a Batalha do Pirajá, em 1823. Acervo da Câmara Municipal de Salvador.

Antiga Estrada das Boiadas, o bairro era passagem dos bois que vinham do sertão e eram comercializados na Feira do Capuame (onde hoje é o atual município de Dias D'ávila) e até exportado no porto de Salvador. Em 1823, os brasileiros vencendo a guerra de Independência da Bahia, ali marcharam vitoriosas as tropas que haviam libertado o Estado do jugo colonial português - recebendo, desde então, a velha estrada, o novo nome de "Estrada da Liberdade". É um bairro muito representativo da cultura negra, o que o fez ser considerado pelo Ministério da Cultura como o território nacional da cultura afro-brasileira. O povoamento da Liberdade se deu logo depois da abolição da escravatura, com a ida de negros libertos e ex-escravos para o local.

## Arquitetura
Construídas até a década de 1970, as casas rurais da Liberdade revelam marcas de um tempo que parece ter estagnado. Um tempo da Estrada das Boiadas, via de entrada das famílias em êxodo rural. Famílias que trouxeram um pouco do jeito interiorano de morar. São as casas de taipa, construídas com barro e madeira, com uma sala pequena na frente, abrigam no máximo três quartos. Possuem telhado alto, daquele tipo em que as paredes não vão até o teto. Podemos encontrá-las nos pontos mais carentes e recônditos do bairro.

## Carnaval
O carnaval da Liberdade começou com as batucadas e os afoxés. As batucadas eram formadas por homens que saíam fantasiados de casa em casa, tocando instrumentos de percussão e cantando versos improvisados na hora (popularmente conhecido como trovação). O Gato Vencedor e Fortaleza do Amor são alguns dos nomes lembrados pelos moradores. Os afoxés têm origem nos terreiros de candomblé, sendo o "Afoxé Africano Ideal" um dos mais conhecidos, organizado pelo pai de Mãe Hilda; logo depois, em 1975, surgiu "Os Netos de Gandhy" (hoje conhecido como "Bloco Cultural"). Os afoxés costumavam sair do Largo do Japão, ponto de encontro da gente festeira do bairro.

### Primeiros blocos
A "Viuvinha" foi um dos primeiros blocos de carnaval da Liberdade. Era formado apenas por homens que saíam de saia preta, blusa bem justa e cabeleira postiça. No começo, os blocos eram organizados com simplicidade e improviso, apenas pelo prazer da brincadeira. As fantasias do "Trança Fitas", por exemplo, eram feitas de papel crepom. Havia um bloco chamado "O Urso", de Antônio Souza Bispo, cujas roupas eram feitas de calhamaço e os pelos eram dos balaios de ovos de samambaia. Um rapaz chamado "Tourinho" entrava na roupa do urso e saía pelo bairro acompanhado pelos brincantes. Na década de 1960 e início de 70 também destacou-se o bloco "Os Desajustados", que saiam com mais de mil componentes, vestidos de pescador e que faziam muito sucesso no bairro em função das suas bonitas fantasias estilizadas de pescadores com chapéu de palha, cesto e vara de pescar.

### Blocão da Liberdade
O Instituto Sócio Cultural e Carnavalesco Ibásóré Iyá, mais conhecido como Blocão da Liberdade, é uma entidade que surgiu em 1993 como um bloco de carnaval com o objetivo de difundir a cultura afro-baiana mundo afora. Como quase todos os blocos afro, o "Blocão" foi crescendo e passou a atuar também nas áreas de desenvolvimento cultural, da educação e até mesmo da saúde.

### Muzenza
Nascido em 1981 na Rua São Cristóvão (no bairro da Liberdade), teve por base o conceito histórico-literário contido no nome do bairro da Liberdade - que assim foi batizado por ter sido um dos cenários da Batalha de Pirajá, onde 80% das forças populares eram formadas por negros. O nome do bloco é um termo de origem Batum Kikongo, equivalente à Iaô da nação Nagô (Iaô é uma figura feminina da religiosidade africana).

### As escolas de samba
Com o tempo, os carnavalescos da Liberdade foram aperfeiçoando as fantasias até surgirem as escolas de samba, com carros alegóricos e enredos, que já desfilavam pela Avenida Sete de Setembro. Apesar de ainda carregarem elementos da cultura europeia, principalmente no figurino, traziam, no enredo, temas ligados às raízes da cultura africana, ou afro-brasileira. Filhos da Liberdade (1958), de Mestre Dilu e Osvaldo Jiboia, Bafo de Onça (1964), de Mário Tchê, Tchê, Tchê, e Ritmo da Liberdade (1967-1980), de Mestre Vavá, eram as mais fortes concorrentes da Liberdade, disputando troféus com escolas de outros bairros.

## Igrejas

### Igreja de São Lázaro
A Igreja de São Lázaro, na Estrada da Liberdade, realiza missas toda segunda-feira com intensa participação popular. A maioria dos fiéis busca um alívio para as dores com o óleo da unção, ou apenas uma proteção com a água benta jogada logo na entrada. São homens e mulheres, crianças e velhos, todos eles bastante simples.

### Paróquia de São Cosme e Damião
Com o crescimento populacional, o aumento da demanda em assistência provocou o desmembramento da Paróquia de Santo Antônio Além do Carmo, que envolvia a área da então estrada das Boiadas. No dia 14 de abril de 1941, surge a primeira paróquia da Liberdade, fundada pelo cardeal dom Augusto Álvaro da Silva, com monsenhor Sadoc como primeiro pároco. Nascia a Igreja de São Cosme e Damião, que, no dia comemorativo dos santos gêmeos, recebe gente de toda a Salvador e até de cidades do recôncavo baiano. Em terra de candomblé com caruru, São Cosme e Damião foram os santos escolhidos para serem padroeiros do bairro. "O objetivo foi evangelizar e deslocar os santos dos orixás aos quais eram atribuídos", revela padre André Alexandre de Bom Juá, administrador da Paróquia de São Cosme e Damião desde junho de 2004. Depois de anos de perseguição ao candomblé, no entanto, a tendência atual da Igreja Católica é estabelecer o diálogo inter-religioso.

### Igreja de Santa Bárbara
A Igreja de Santa Bárbara, também na Estrada da Liberdade, foi a primeira Igreja Católica Apostólica Brasileira (ou "Igreja Brasileira") da Liberdade (a primeira de Salvador foi fundada no Baixo do Bonfim, a Paróquia Nossa Senhora da Glória), fundada pelo Monsenhor Valdir Guimarães do Espírito Santo. Com a intensa participação popular, a igreja já não comportava mais tanta gente. Para atender a demanda, Dom Valdir fundou a igreja de São Roque, em 1975, que, mais tarde, vem a ser a Igreja de São Lázaro. Em 1976, Dom Valdir faleceu e Dom Miguel assumiu a administração, juntamente com a viúva de Dom Valdir (a Igreja Brasileira permite o casamento entre os padres). A igreja continuou com o Padre Josivaldo, que depois deixou a função por motivos judiciais, e fundou outra igreja de São Roque na Rua São Cristóvão. Em 1977, Janete deu continuidade às atividades da igreja com padre Jorge, só que com São Lázaro como padroeiro da paróquia. Em 1989, a igreja desvinculou-se da Igreja Brasileira e se ordenou como Igreja Católica Apostólica Ortodoxa do Brasil. Com o falecimento de dom Miguel em 1 de julho de 1998, assumiu a administração sua esposa Janete, após ser ordenada presbítera, em janeiro de 1990, como a primeira mulher a celebrar uma missa.

## Mídia

### Jornal Boca da Liberdade
Coordenado pelo músico Geraldo Geiger desde 1997, o Jornal Boca da Liberdade é um informativo bimensal criado com o objetivo de informar a população sobre temas diversos e acontecimentos do bairro. O jornal tem se destacado enquanto um espaço de visibilidade de projetos sociais e culturais do bairro. Geiger, que também é um dos principais articulistas do informativo, mantém uma coluna sobre Música, na qual procura divulgar os movimentos musicais que influenciaram os artistas da Liberdade. De caráter puramente informativo, o jornal se mantém sem anúncios publicitários e com o apoio da comunidade.

### Rádio Liberdade FM 100,5
A Rádio Liberdade surgiu em 1999 com a ideia de dar visibilidade aos artistas emergentes do bairro. São 12 voluntários, entre locutores, auxiliares e produtores, que procuram apresentar programas variados e serviços de utilidade pública. Além da Liberdade, a programação alcança bairros vizinhos, como Pau Miúdo e Calçada. Com intensa participação popular, a Liberdade FM é procurada por bandas locais de todos os estilos musicais, especialmente as de reggae e rap; os vocalistas também trabalham como locutores para divulgar o movimento musical de forma mais informativa, como é o caso da banda Velório Negro, e do MC Snoop. Os debates, pouco freqüentes, costumam acontecer no programa Movimento Pop.

### Rádio Serviço de Som da Liberdade
Pelo aspecto do prédio, a rádio comunitária da Liberdade é bastante antiga. Os alto-falantes, marca da sonoridade do bairro, estão em toda parte, mas a sede é um pouco difícil de achar. Em uma sala apertada no primeiro andar do 339, ponto nevrálgico da Estrada da Liberdade, Reginaldo Souza, que opera o serviço há 20 anos, não sabe dizer ao certo quem a fundou. A rádio estava em decadência quando Reginaldo assumiu. O repertório é eclético e o noticiário é feito com base nos jornais A Tarde e Tribuna da Bahia, que a rádio recebe gratuitamente. Além dos serviços de utilidade pública que oferece, a rádio divulga todos os eventos populares do bairro. Reginaldo Souza colaborou com o movimento que resultou na transformação do Cine Brasil em Centro Cultural. Com o apoio de Carlos Melo, ex-diretor do antigo Colégio Caxiense, que cedeu as bancas e o pessoal, a campanha na rádio ajudou a levantar 3.000 assinaturas. O movimento evitou que o Cine Brasil fosse transformado em supermercado.

## Praças e largos

### Praça Nelson Mandela
Inaugurada em agosto de 1991, um ano e cinco meses após Nelson Mandela ter sido libertado dos 27 anos de prisão na África do Sul, a praça ganhou um visual respeitável com a construção de um busto de bronze em reconhecimento à luta de Mandela contra a discriminação racial e a favor da paz. Com um senso de humanidade extraordinário, o líder negro marcou a inauguração com a alegria de sua presença. A frase que deixou gravada na peça da artista plástica Márcia Magno é uma marca identificadora do bairro: "A luta é minha vida". Com o amplo espaço em frente ao Plano Inclinado, e uma imagem em bronze que vale ouro, a praça é lugar cativo para os eventos e manifestações culturais do bairro. Palco das micaretas da Liberdade, o local costuma ser ponto de parada na saída do Ilê, no carnaval. A praça é igualmente utilizada para a missa campal, após procissão em homenagem a Santa Bárbara, organizada pela Paróquia de mesmo nome. Em novembro, ao lado do busto de Nelson Mandela, uma das maiores referências da consciência negra, acontece a concentração da Caminhada da Liberdade, com saída da Rua do Curuzu. Promovido anualmente pelo Fórum de Entidades Negras, o evento marca o dia da Consciência Negra.

### Largo da Central
O bar e restaurante Point da Central e as barracas instaladas ao seu redor formam um dos mais movimentados complexos de lazer da Liberdade. Uma olhada no painel do restaurante Point da Central dá uma ideia da popularidade do ambiente. São fotografias das Lavagens da Central, festa do dia das crianças, visitas da imprensa em dias de jogo entre Bahia e Vitória, e saídas de "Os Dominados", um bloco organizado pelos moradores do local para saírem juntos em festas de Salvador. O que era um largo abandonado, com lixo jogado pelos cantos, transformou-se em um dos estabelecimentos de lazer mais frequentados da Liberdade.

### Largo do Tanque
É passagem para quem mora no Uruguai, Baixa do Fiscal, Alto do Peru, São Caetano e Liberdade. Ali existia um dique para onde escorria toda a água das terras altas ao redor, especialmente da Liberdade. Com o aterramento, acabou sendo um espaço de convivência para as pessoas que circulam entre todos esses bairros. Basta lembrar que o largo já foi ponto de encontro da capoeiragem baiana, com célebres rodas de capoeira de Mestre Valdemar, às sextas-feiras. O espaço abrigou por muitos anos uma edificação com diversas lojas, sendo um dos primeiros shoppings de Salvador. O prédio pertencia ao pai do jogador Bebeto Gama, porém há alguns anos o edifício, já em péssimas condições, foi demolido, e em seu lugar foram feitos uma extensão da praça e um melhoramento na pista. Outra característica forte do Largo é a culinária, com a famosa feijoada do Largo do Tanque. Atualmente revitalizado, o Largo do Tanque é ponto de encontro de programações esportivas e de atividades religiosas e de lazer.

## Transportes

### Plano inclinado
O Plano Inclinado Liberdade-Calçada (PILC) liga a Liberdade ao bairro da Calçada e foi inaugurado em 13 de março de 1981. Aproximadamente, 10.000 pessoas usam o sistema de segunda a sexta-feira. Antes da existência do plano, havia no local uma ladeira chamada "Ladeira do Inferno", rodeada por mato e vulnerável às fortes chuvas, onde as pessoas eram obrigadas a descer agachadas. Apesar disso, muita gente na época usava esse caminho para ter acesso à Calçada. O Plano Inclinado Liberdade-Calçada ficou sem funcionamento durante dois anos e meio, mas retomou às suas funções em outubro de 2014, quando os equipamentos passaram por requalificação da infraestrutura e substituição de peças.

## Utilidade pública

### Centro Social Urbano
O Centro Social Urbano da Liberdade foi fundado na década de 1980 com o objetivo de oferecer um espaço cultural e educativo à comunidade local. O centro oferece cursos diversos, como caratê, oficinas de talentos musicais, capoeira, curso de inglês, boxe, encontros da terceira idade, casamentos coletivos, percussão, dança de salão, canto, violão e modelo. Esses cursos são ministrados pela própria comunidade, por organizações sociais e por órgãos da prefeitura e do governo.

### Jiu-jítsu
No Bairro Guarany, funciona a Associação Desportiva Força & Honra, academia que ensina o jiu-jítsu brasileiro. Dissidente dos ensinos do mestre Alex Cintra, que ministrava aulas de judô e jiu-jítsu, a academia segue fortalecendo a tese que esporte é vida e saúde, e estabelecendo aulas todos os dias da semana dessa arte marcial.

## Cinema

### Cine Brasil
Inaugurado em 1959 pelo espanhol Júlio Juncal, o Cine Brasil teve momentos de glória como uma das mais tradicionais salas de projeção de Salvador. O cinema resistiu até 1979, mas, com a crise do cinema baiano na década de 1970, foi fechado. No espaço, já funcionaram desde comitês políticos até danceterias. Quando da tentativa de transformar o memorável Cine Brasil em supermercado, a população se mobilizou. Com o apoio da rádio comunitária Serviço de Som da Liberdade, e do diretor do Colégio Caxiense, 3.000 pessoas fizeram um abaixo-assinado que pressionou o governo do estado a transformar o Cine Brasil num espaço cultural de utilidade pública.

## Segurança
Em 2012 o bairro apareceu entre os mais violentos de Salvador. O delegado da Delegacia de Homicídios da região disse que o motivo seria o tráfico de drogas.